# مورچه‌مرغ ابروزرد
مورچه‌مرغ ابروزرد (نام علمی: Hypocnemis hypoxantha) نام یک گونه از سرده چهچهه‌زن‌ها است.